# Коротине
Коро́тине — село в Україні, у Лип'янській сільській громаді Звенигородського району Черкаської області. У селі мешкає 137 людей.
Перша згадка про село Коротине Шполянського району сягає 1771 року. За переказами, на території села був дерев'яний козацький замок — фортеця, оточений земляними валами. Тому назву Коротине виводять з двох слів: корь — дерево і отин — невелика фортеця, оточена валами.
До 1843 року селі була парафіяльна церква Івана Богослова, при якій було 50 десятин землі. В селі мешкало 352 осіб обох статей населення. Землі належали двом шляхтичам латин. обряду Карлу Заблоцькому (843 десятини землі) та Адаму Орловському (320 десятин землі). Невеликою частиною володів пан Обержинський.